# Sika (Nasséré)
Pour les articles homonymes, voir Sika.
Sika est une localité du département de Nasséré, dans la province de Bam, dans le Centre-Nord, au Burkina Faso. En 2006, cette localité comptait 622 habitants dont 52,5% de femmes.